# Kanton Échirolles-Ouest
Der Kanton Échirolles-Ouest war von 1985 bis 2015 ein französischer Kanton im Arrondissement Grenoble im Département Isère der Region Rhône-Alpes in Frankreich. Er bestand aus dem westlichen Teil der Stadt Échirolles.